# Crizal
Crizal es el nombre de la marca de lentes antirreflejos fabricadas por Essilor. Estos productos fueron creados para permitir mayor transparencia en las lentes, gracias a su propiedad antirreflejante, siendo además resistentes a la suciedad, al polvo y a las rayas.

## Tecnología
La tecnología Crizal fue desarrollada usando la tecnología proveniente de microelectrónica, pantallas planas y de la industria de fibras ópticas. El tratamiento Crizal se basa en tecnología antirreflejante, resistencia a la suciedad y a las rayas.

### Tecnología antisuciedad[2]
La capa antisuciedad en el tratamiento Crizal fue desarrollada usando polímeros perfluorados que se aplican directamente antes de la última capa antirreflejante usando un proceso de depósito al vacío.

### Tecnología antirrayas[2]
La capa antirrayas se genera por un doble barniz que involucra la introducción de una capa amortiguadora.

## Productos Crizal

### 1993: Crizal
El Crizal original consistía en un tratamiento antirreflejante, resistente a las rayas y a la suciedad.

### 2003: Crizal Alize[3]
El tratamiento Crizal Alize brindó una gran mejora en el tratamiento Crizal original, en relación con las propiedades antisuciedad y antipolvo. Éste contiene una alta proporción de moléculas perfluoradas que llenan los pequeños poros de la superficie de la lente, haciéndola mucho más suave y uniforme. Esto se tradujo en una mejor performance en relación con la resistencia al polvo y la suciedad.

#### Crizal Alize con AST[2]
El tratamiento Crizal Alize con AST se lanzó en marzo de 2006 en el Mercado canadiense. Las propiedades antisuciedad y antipolvo originales de Crizal se combinaron con la tecnología AST de Essilor, brindando una mejorada performance antirreflejante.
La tecnología AST fue desarrollada mediante la preparación de la superficie de la lente con un bombardeo de iones, que aseguran una mejor adhesión de las moléculas que componen las capas del antirreflejante. Mediante el uso de este proceso, fue posible introducir una capa ultrafina y conductiva que neutraliza la carga electrostática en la superficie de la lente, para que no se atraigan partículas de polvo luego del proceso de limpieza.

#### Crizal Alize con Scotchguard Protector
En 2008, Essilor de América (la filial Americana de Essilor Internacional) firmó un contrato de licencia con 3M para lanzar una nueva generación de Crizal Alizé, llamada Crizal Avancé con Scotchguard Protector. Este nuevo tratamiento combinaba las propiedades de Crizal Alize en términos de propiedad antirreflejante, durabilidad y facilidad de limpieza, sumado a las cualidades del Scotchguard Protector.

### 2009: Crizal Forte[5]
El tratamiento Crizal Forte introduce una nueva capa entre la ya existente capa antirrayas y antirreflejante, para mejorar la resistencia a las rayas, manteniendo una alta transmisión de luz (99%) Además agrega una nueva y mejorada versión de su capa antisuciedad.